# Ernest-Louis-Victor-Jules L'Épine
Ernest-Louis-Victor-Jules L'Épine (francès: Ernest L'Épine)  (París, 12 de setembre de 1826 - París, 4 de febrer de 1893), conegut també com a Ernest Manuel L'Épine o simplement Ernest L'Épine, fou un dramaturg i compositor parisenc.
En la seva joventut restà emprat en l'administració de Correus, i més tard fou secretari i cap de gabinet del duc de Morny en la presidència del cos legislatiu, i posteriorment el 1865 ocupà el càrrec de conseller d'Hisenda.
En les seves primeres produccions usà generalment el pseudònim E. Manuel, que més tard canvià, perquè no se'l confongués amb el poeta Eugeni Manuel, pel de Quatrelles. Va escriure:
- Le dernier idole (drama en un acte, en el que hi col·labora Alphonse Daudet, estrenat amb èxit el 1862.
- L'Oeillet blanc, comèdia també amb col·laboració amb Daudet.
- Histoire de l'intrepide capitaine Castagnette (1862);
- Les joies dédaignées (1862);
- La légende de Croquemitaine (1863);
- La princeses eblouissante (1869);
- Le Chevalier Beau-Temps (1871);
- La vie à grand orchestre (1873);
- Sans queue ni tète (1874);
- La guerre à coups d'epingles (1874);
- A coups de fusil (1875);
- L'arc-en-ciel (1876);
- Une date fatale (1877);
- Les amours extravagantes de la princeses Djalavaunn (1880);
- Cassecou (1881);
- La légende de la Vierge de Munster (1881);
- La diligence de Pioèrmel (1882);
- Un paritien dans les Antilles (1883);
- Colin Tampon (1884);
- Le sapeur et la Maréchale, comèdia (1884);
- Mon petit dernier (1885);
- Lettres à une honnète femme (1885);
- A outrance (1888);
- Double face: raison, folie (1890);
- Un an de règne (1891).

Com a compositor se li deu la opereta Croquignole XXXIV (1860), i les Scènes et chansons i Poésie chantée, col·leccions de melodies, publicades respectivament, el 1868 i 1874.